# Shah Rukh Khan
Shah Rukh Khan (n. 2 noiembrie 1965, New Delhi, Teritoriul Capitalei Naționale Delhi⁠(d), India) este un actor, producător de film, prezentator de televiziune și cântăreț din India. A primit numeroase premii: Filmfare Award for Best Actor, Screen Awards, IIFA Award for Best Actor, Zee Cine Award for Best Actor – Male, Zee Cine Award – Critics' Choice Best Actor, Bollywood Movie Award – Best Actor, Bollywood Movie Award – Most Sensational Actor, GIFA Best Actor Award, GIFA Most Searched Male Actor on Internet, Apsara Award for Best Actor in a Leading Role, The Global Indian Film and TV Honours, Indian Telly Awards, Airtel Super Star Awards, MTV Youth Icon of the Year, Officier des Arts et des Lettres‎, Padma Shri, Legiunea de Onoare în grad de cavaler, Filmfare Awards.

## Biografie
Este considerat a fi cel mai bogat actor,cu o avere estimată la 620 de milioane de dolari.

## Filmografie

### Filme de ficțiune
| Titlu                             | An   | Menționat ca                     | Rol                                     | Regizor(i)               | Note                                                                           | Ref                     |
| --------------------------------- | ---- | -------------------------------- | --------------------------------------- | ------------------------ | ------------------------------------------------------------------------------ | ----------------------- |
| Deewana                           | 1992 | Actor                            | Raja Sahay                              | Raj Kanwar               | Filmfare Award for Best Male Debut                                             | [ 17 ] [ 18 ]           |
| Chamatkar                         | 1992 | Actor                            | Sunder Srivastava                       | Rajiv Mehra              |                                                                                | [ 19 ]                  |
| Dil Aashna Hai                    | 1992 | Actor                            | Karan Singh                             | Hema Malini              |                                                                                | [ 20 ]                  |
| Raju Ban Gaya Gentleman           | 1992 | Actor                            | Raj Mathur                              | Aziz Mirza               |                                                                                | [ 21 ]                  |
| Maya Memsaab                      | 1993 | Actor                            | Lalit Kumar                             | Ketan Mehta              |                                                                                | [ 22 ]                  |
| Pehla Nasha                       | 1993 | Actor                            | Himself                                 | Ashutosh Gowariker       | Cameo appearance                                                               | [ 23 ]                  |
| King Uncle                        | 1993 | Actor                            | Anil Bhansal                            | Rakesh Roshan            |                                                                                | [ 24 ]                  |
| Baazigar                          | 1993 | Actor                            | Vicky Malhotra / Ajay Sharma            | Abbas-Mustan             | Filmfare Award for Best Actor                                                  | [ 29 ] [ 30 ]           |
| Darr                              | 1993 | Actor                            | Rahul Mehra                             | Yash Chopra              | Nominated—Filmfare Award for Best Performance in a Negative Role               | [ 31 ] [ 32 ]           |
| Kabhi Haan Kabhi Naa              | 1994 | Actor                            | Sunil                                   | Kundan Shah              | Filmfare Critics Award for Best Actor Nominated—Filmfare Award for Best Actor  | [ 33 ] [ 34 ] [ 35 ]    |
| Anjaam                            | 1994 | Actor                            | Vijay Agnihotri                         | Rahul Rawail             | Filmfare Award for Best Performance in a Negative Role                         | [ 34 ] [ 36 ]           |
| Karan Arjun                       | 1995 | Actor                            | Arjun Singh / Vijay                     | Rakesh Roshan            |                                                                                | [ 42 ]                  |
| Zamaana Deewana                   | 1995 | Actor                            | Rahul Singh                             | Ramesh Sippy             |                                                                                | [ 43 ]                  |
| Guddu                             | 1995 | Actor                            | Guddu Bahadur                           | Abrar Alvi               |                                                                                | [ 44 ]                  |
| Oh Darling! Yeh Hai India!        | 1995 | Actor                            | Hero                                    | Ketan Mehta              |                                                                                | [ 45 ]                  |
| Dilwale Dulhania Le Jayenge       | 1995 | Actor                            | Raj Malhotra                            | Aditya Chopra            | Filmfare Award for Best Actor                                                  | [ 46 ] [ 47 ]           |
| Ram Jaane                         | 1995 | Actor                            | Ram Jaane                               | Rajiv Mehra              |                                                                                | [ 48 ]                  |
| Trimurti                          | 1995 | Actor                            | Romi Singh                              | Mukul S. Anand           |                                                                                | [ 49 ]                  |
| English Babu Desi Mem             | 1996 | Actor                            | Gopal Mayur / Hari Mayur / Vikram Mayur | Praveen Nischol          |                                                                                | [ 51 ]                  |
| Chaahat                           | 1996 | Actor                            | Roop Rathore                            | Mahesh Bhatt             |                                                                                | [ 52 ]                  |
| Army                              | 1996 | Actor                            | Major Arjun Singh                       | Ram Shetty               | Special appearance                                                             | [ 53 ]                  |
| Dushman Duniya Ka                 | 1996 | Actor                            | Badru                                   | Mehmood Ali              | Special appearance                                                             | [ 54 ]                  |
| Gudgudee                          | 1997 | Actor                            | Unknown                                 | Basu Chatterjee          | Special appearance                                                             | [ 55 ]                  |
| Koyla                             | 1997 | Actor                            | Shankar                                 | Rakesh Roshan            |                                                                                | [ 56 ]                  |
| Yes Boss                          | 1997 | Actor                            | Rahul Joshi                             | Aziz Mirza               | Nominated—Filmfare Award for Best Actor                                        | [ 57 ] [ 58 ]           |
| Pardes                            | 1997 | Actor                            | Arjun Sagar                             | Subhash Ghai             |                                                                                | [ 59 ]                  |
| Dil To Pagal Hai                  | 1997 | Actor                            | Rahul                                   | Yash Chopra              | Filmfare Award for Best Actor                                                  | [ 60 ] [ 61 ]           |
| Duplicate                         | 1998 | Actor                            | Bablu Chaudhry / Manu Dada              | Mahesh Bhatt             | Nominated—Filmfare Award for Best Performance in a Negative Role               | [ 62 ] [ 63 ]           |
| Achanak                           | 1998 | Actor                            | Himself                                 | Naresh Malhotra          | Cameo appearance                                                               | [ 64 ]                  |
| Dil Se..                          | 1998 | Actor                            | Amarkant Verma                          | Mani Ratnam              |                                                                                | [ 65 ]                  |
| Kuch Kuch Hota Hai                | 1998 | Actor, action director           | Rahul Khanna                            | Karan Johar              | Filmfare Award for Best Actor                                                  | [ 66 ] [ 67 ]           |
| Baadshah                          | 1999 | Actor, playback singer           | Raj / Baadshah                          | Abbas-Mustan             | Nominated—Filmfare Award for Best Performance in a Comic Role                  | [ 68 ] [ 69 ]           |
| Phir Bhi Dil Hai Hindustani       | 2000 | Actor, producer                  | Ajay Bakshi                             | Aziz Mirza               |                                                                                | [ 70 ]                  |
| Hey Ram                           | 2000 | Actor                            | Amjad Khan                              | Kamal Haasan             | Special appearance Bilingual film in Tamil and Hindi                           | [ 71 ]                  |
| Josh                              | 2000 | Actor, playback singer           | Max "Maxy" Dias                         | Mansoor Khan             |                                                                                | [ 72 ]                  |
| Har Dil Jo Pyar Karega            | 2000 | Actor                            | Rahul                                   | Raj Kanwar               | Special appearance                                                             | [ 73 ]                  |
| Mohabbatein                       | 2000 | Actor                            | Raj Aryan Malhotra                      | Aditya Chopra            | Filmfare Critics Award for Best Actor Nominated—Filmfare Award for Best Actor  | [ 74 ] [ 75 ]           |
| Gaja Gamini                       | 2000 | Actor                            | Himself                                 | M. F. Husain             | Special appearance                                                             | [ 76 ]                  |
| One 2 Ka 4                        | 2001 | Actor                            | Arun Verma                              | Shashilal K. Nair        |                                                                                | [ 77 ]                  |
| Aśoka                             | 2001 | Actor, producer                  | Ashoka Maurya / Pawan                   | Santosh Sivan            | Nominated—Filmfare Award for Best Film                                         | [ 78 ] [ 79 ]           |
| Kabhi Khushi Kabhie Gham...       | 2001 | Actor                            | Rahul Raichand                          | Karan Johar              | Nominated—Filmfare Award for Best Actor                                        | [ 79 ] [ 80 ]           |
| Hum Tumhare Hain Sanam            | 2002 | Actor                            | Gopal                                   | K. S. Adhiyaman          |                                                                                | [ 81 ]                  |
| Devdas                            | 2002 | Actor                            | Devdas Mukherjee                        | Sanjay Leela Bhansali    | Filmfare Award for Best Actor                                                  | [ 82 ] [ 83 ]           |
| Shakti: The Power                 | 2002 | Actor                            | Jai Singh                               | Pasupuleti Krishna Vamsi | Special appearance                                                             | [ 84 ]                  |
| Saathiya                          | 2002 | Actor                            | Yeshwant Rao                            | Shaad Ali                | Special appearance                                                             | [ 85 ]                  |
| Chalte Chalte                     | 2003 | Actor, producer                  | Raj Mathur                              | Aziz Mirza               |                                                                                | [ 86 ]                  |
| Kal Ho Naa Ho                     | 2003 | Actor                            | Aman Mathur                             | Nikhil Advani            | Nominated—Filmfare Award for Best Actor                                        | [ 87 ] [ 88 ]           |
| Yeh Lamhe Judaai Ke               | 2004 | Actor                            | Dushant                                 | Birendra Nath Tiwari     | Incomplete film released after a ten-year delay and not even dubbed by Khan    | [ 90 ]                  |
| Main Hoon Na                      | 2004 | Actor, producer                  | Ram Prasad Sharma                       | Farah Khan               | Nominated—Filmfare Award for Best Film Nominated—Filmfare Award for Best Actor | [ 91 ] [ 92 ]           |
| Veer-Zaara                        | 2004 | Actor                            | Veer Pratap Singh                       | Yash Chopra              | Nominated—Filmfare Award for Best Actor                                        | [ 92 ] [ 93 ]           |
| Swades                            | 2004 | Actor                            | Mohan Bhargava                          | Ashutosh Gowariker       | Filmfare Award for Best Actor                                                  | [ 94 ] [ 95 ]           |
| Kuchh Meetha Ho Jaye              | 2005 | Actor                            | Himself                                 | Samar Khan               | Special appearance                                                             | [ 96 ]                  |
| Kaal                              | 2005 | Actor, producer                  | Unknown                                 | Soham Shah               | Special appearance in song "Kaal Dhamaal"                                      | [ 97 ]                  |
| Silsiilay                         | 2005 | Actor                            | Sutradhar                               | Khalid Mohamed           | Special appearance                                                             | [ 98 ]                  |
| Paheli                            | 2005 | Actor, producer                  | Kishanlal / The Ghost                   | Amol Palekar             |                                                                                | [ 99 ]                  |
| Alag                              | 2006 | Actor                            | Unknown                                 | Ashu Trikha              | Cameo appearance in song "Sabse Alag"                                          | [ 100 ]                 |
| Kabhi Alvida Naa Kehna            | 2006 | Actor, action director           | Dev Saran                               | Karan Johar              | Nominated—Filmfare Award for Best Actor                                        | [ 101 ] [ 102 ]         |
| Don – The Chase Begins Again      | 2006 | Actor, playback singer           | Don / Vijay                             | Farhan Akhtar            | Nominated—Filmfare Award for Best Actor                                        | [ 102 ] [ 103 ]         |
| I See You                         | 2006 | Actor                            | Unknown                                 | Vivek Agrawal            | Cameo appearance in song "Subah Subah"                                         | [ 104 ]                 |
| Chak De! India                    | 2007 | Actor                            | Kabir Khan                              | Shimit Amin              | Filmfare Award for Best Actor                                                  | [ 102 ] [ 105 ]         |
| Heyy Babyy                        | 2007 | Actor                            | Raj Malhotra                            | Sajid Khan               | Special appearance                                                             | [ 106 ]                 |
| Om Shanti Om                      | 2007 | Actor, action director           | Om Kapoor / Om Prakash Makhija          | Farah Khan               | Nominated—Filmfare Award for Best Actor                                        | [ 102 ] [ 107 ]         |
| Shaurya                           | 2008 | Narrator                         |                                         | Samar Khan               | End credits narration                                                          | [ 113 ]                 |
| Krazzy 4                          | 2008 | Actor                            | Unknown                                 | Jaideep Sen              | Special appearance in song "Break Free"                                        | [ 114 ]                 |
| Bhoothnath                        | 2008 | Actor                            | Aditya Sharma                           | Vivek Sharma             | Special appearance                                                             | [ 115 ]                 |
| Kismat Konnection                 | 2008 | Narrator                         |                                         | Aziz Mirza               |                                                                                | [ 116 ]                 |
| Rab Ne Bana Di Jodi               | 2008 | Actor                            | Surinder 'Suri' Sahni & Raj Kapoor      | Aditya Chopra            | Nominated—Filmfare Award for Best Actor                                        | [ 102 ] [ 117 ]         |
| Luck by Chance                    | 2009 | Actor                            | Himself                                 | Zoya Akhtar              | Special appearance                                                             | [ 118 ]                 |
| Billu                             | 2009 | Actor                            | Sahir Khan                              | Priyadarshan             | Special appearance                                                             | [ 108 ]                 |
| Dulha Mil Gaya                    | 2010 | Actor                            | Pawan Raj Gandhi                        | Mudassar Aziz            | Special appearance                                                             | [ 119 ]                 |
| My Name Is Khan                   | 2010 | Actor                            | Rizwan Khan                             | Karan Johar              | Filmfare Award for Best Actor                                                  | [ 109 ] [ 120 ] [ 121 ] |
| Shahrukh Bola "Khoobsurat Hai Tu" | 2010 | Actor                            | Himself                                 | Makarand Deshpande       | Cameo appearance                                                               | [ 122 ]                 |
| Always Kabhi Kabhi                | 2011 | Actor                            | Unknown                                 | Roshan Abbas             | Special appearance in song "Antenna"                                           | [ 110 ]                 |
| Love Breakups Zindagi             | 2011 | Actor                            | Himself                                 | Sahil Sangha             | Cameo appearance                                                               | [ 123 ]                 |
| Ra.One                            | 2011 | Actor                            | G.One / Shekhar Subramanium             | Anubhav Sinha            |                                                                                | [ 111 ]                 |
| Don 2                             | 2011 | Actor, producer, playback singer | Don                                     | Farhan Akhtar            | Nominated—Filmfare Award for Best Film Nominated—Filmfare Award for Best Actor | [ 124 ] [ 125 ]         |
| Student of the Year               | 2012 | Producer                         | N/A                                     | Karan Johar              |                                                                                | [ 126 ]                 |
| Jab Tak Hai Jaan                  | 2012 | Actor, playback singer           | Samar Anand                             | Yash Chopra              | Nominated—Filmfare Award for Best Actor                                        | [ 127 ] [ 128 ]         |
| Bombay Talkies                    | 2013 | Actor                            | Himself                                 | Various                  | Special appearance in song "Apna Bombay Talkies"                               | [ 129 ]                 |
| Chennai Express                   | 2013 | Actor                            | Rahul Y.Y Mithaiwala                    | Rohit Shetty             | Nominated—Filmfare Award for Best Actor                                        | [ 112 ] [ 130 ]         |
| Bhoothnath Returns                | 2014 | Actor                            | Aditya Sharma                           | Nitesh Tiwari            | Cameo appearance                                                               | [ 131 ]                 |
| Happy New Year                    | 2014 | Actor                            | Chandramohan "Charlie" Manohar Sharma   | Farah Khan               |                                                                                | [ 132 ]                 |
| Dilwale                           | 2015 | Actor, Producer                  | Raj Randhir Bakshi / Kaali              | Rohit Shetty             | Nominated—Filmfare Award for Best Actor                                        | [ 133 ] [ 134 ]         |
| Fan †                             | 2016 | Actor                            | Gaurav Chanana / Aryan Khanna           | Maneesh Sharma           | Post-production                                                                | [ 135 ]                 |
| Raees †                           | 2016 | Actor                            | Raees Alam                              | Rahul Dholakia           | Filming                                                                        | [ 136 ] [ 137 ]         |

### Filme documentare
| Title                                            | Year | Role     | Director(s)               | Notes                                   | Ref.            |
| ------------------------------------------------ | ---- | -------- | ------------------------- | --------------------------------------- | --------------- |
| Bollywood im Alpenrausch                         | 2000 | Himself  | Christian Frei            | Swiss film Uncredited; cameo appearance | [ 138 ]         |
| Bollywood for Beginners                          | 2002 | Himself  | Penelope Jagessar Chaffer | British film                            | [ 139 ]         |
| Larger Than Life                                 | 2003 | Himself  | Helle Ryslinge            | Danish film                             | [ 140 ]         |
| The Inner and Outer World of Shah Rukh Khan      | 2005 | Himself  | Nasreen Munni Kabir       |                                         | [ 141 ]         |
| Bollywood – Indiens klingendes Kino              | 2005 | Himself  | Nele Münchmeyer           | German film                             | [ 142 ]         |
| Shah Rukh Khan: In Love with Germany             | 2008 | Himself  | Gareth Jefferson Jones    | German film                             | [ 143 ] [ 144 ] |
| Living with a Superstar – Shahrukh Khan          | 2010 | Himself  | Samar Khan                |                                         | [ 145 ]         |
| Mughal-E-Azam – A Tribute by a son to his father | 2011 | Narrator | Deven Munjal              |                                         | [ 146 ]         |
| Living with KKR                                  | 2014 | Himself  | Jonathan F.               |                                         | [ 147 ]         |

## Not explicativee
1. 1 2 3 4  Khan played a single character in the film who has two different names.[25][26][27][28]
2. 1 2 3 4 5  Khan performed dual roles in the film.[37][38][39][40][41]
3. ↑  Khan performed triple roles in the film.[50]
4. 1 2 3 4 5 6 7  The film was produced under Khan's Red Chillies Entertainment, but he was not credited as producer.[107][108][109][110][111][112]